# Vrbnica (Aleksandrovac)
Pour les articles homonymes, voir Vrbnica.
Vrbnica (en serbe cyrillique : Врбница) est un village de Serbie situé dans la municipalité d'Aleksandrovac, district de Rasina. Au recensement de 2011, il comptait 430 habitants.

## Démographie

### Évolution historique de la population
| 1948 | 1953 | 1961 | 1971 | 1981 | 1991 | 2002 | 2011 |
| ---- | ---- | ---- | ---- | ---- | ---- | ---- | ---- |
| 796  | 823  | 834  | 715  | 671  | 609  | 518  | 430  |

|  |